# Phyllobius pomaceus
Espèce
Phyllobius pomaceus (syn. Phyllobius urticae), le charançon de l'ortie, est une espèce de coléoptères phytophages ravageurs que l'on trouve en Europe centrale et en Europe du Nord (Scandinavie), jusqu'à la Sibérie.  

## Description

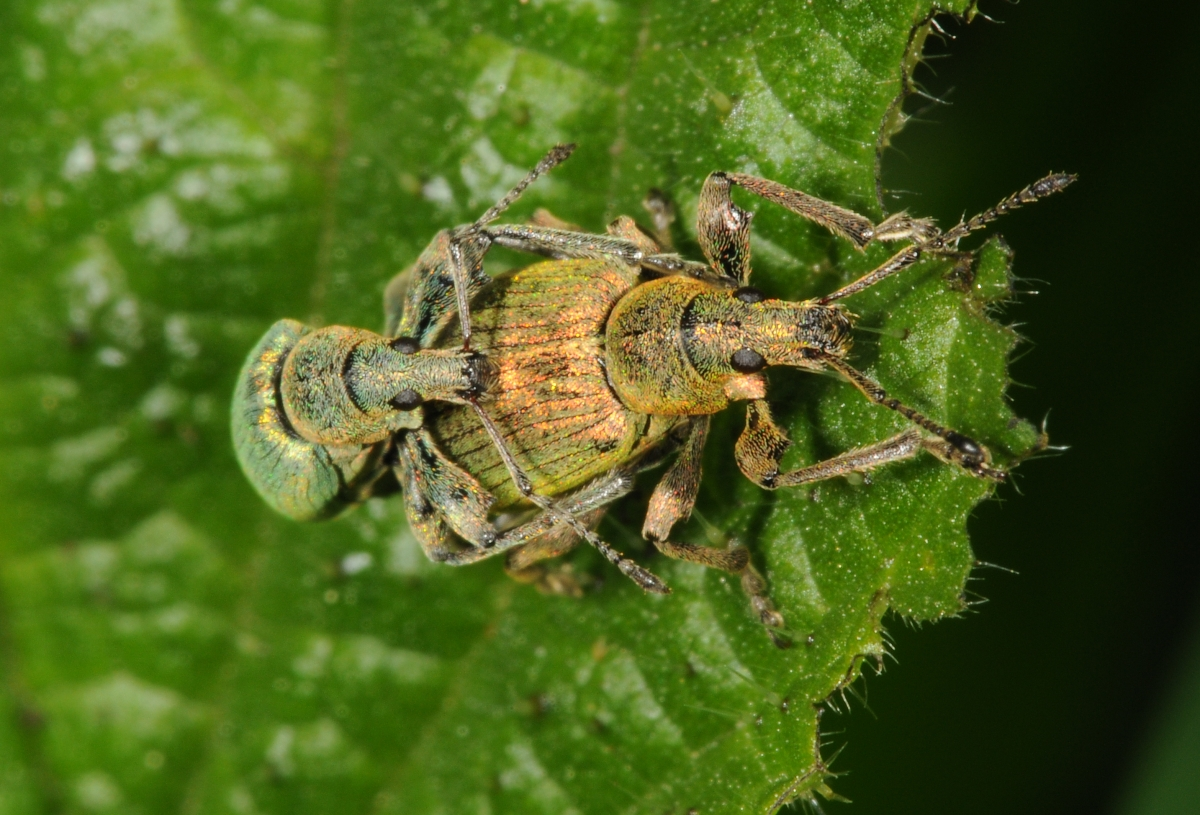
Accouplement.

Il mesure de 7 à 8 mm de longueur. Il est caractérisé par la couleur verte de l'ensemble de son corps : de la tête au pronotum, jusqu'aux élytres et aux pattes. 
Ce charançon a le corps recouvert de squamules vertes qui lui permettent de se camoufler sur les feuilles. Les individus âgés ont tendance à perdre leurs petites écailles irisées et deviennent plus sombres. 
Il se nourrit surtout de feuilles d'orties, mais aussi de diverses plantes. Ses larves, fort voraces, sont dangereuses pour les racines des arbres.
Comme pour toutes les espèces de ce genre, la femelle attire les mâles en produisant des phéromones avant l'accouplement.

## Synonymes
- Curculio alneti Fabricius, 1792 [nec Schrank, 1781]
- Curculio auratus Geoffroy, 1785
- Curculio urticae DeGeer, 1775 [nec Scopoli, 1763]
- Phyllobius urticae (DeGeer, 1775)